# 畠山貞国
畠山 貞国（はたけやま さだくに）は、鎌倉時代の御家人。畠山次郎と称した。官位は従五位下・式部大夫、民部丞。畠山氏4代当主。
畠山時国の子。子に家国がいる。
当時の畠山氏の嫡流は、貞国の兄とされる畠山高国である。